# Morti nel 275
| Questa pagina contiene informazioni ricavate automaticamente dalle voci biografiche con l'ausilio del template Bio e di un bot. L'aggiornamento è periodico e automatico e ricostruisce completamente la pagina. Se manca una persona in questa lista, sei pregato di non aggiungerla, ma accertati piuttosto che la sua voce biografica contenga il template Bio e che i dati anagrafici siano correttamente compilati. Se il template Bio manca, inseriscilo tu stesso o, in alternativa, metti l'avviso {{tmp\|Bio}} che ne segnala la mancanza. Se i dati riportati sono sbagliati, correggi direttamente la voce biografica; le modifiche saranno visibili in questa lista entro pochi giorni. Per chiarimenti vedi il progetto biografie. La lista contiene solo le 9 persone che sono citate nell'enciclopedia e per le quali è stato implementato correttamente il template Bio. Pagina aggiornata al 10 ago 2025. |

- 25 settembre - Aureliano, militare e imperatore romano
- Mamete di Cesarea, santo romano (n. 259)
- Paolo di Samosata, vescovo e teologo siro (n. 200)
- Peroz I Kushanshah, sovrano persiano
- Restituta di Sora, romana
- Sabiniano di Troyes, romano
- San Tarcisio, santo romano
- Zenobia, regina (n. 240)
- San Venerando, militare romano